# Pseudanophthalmus hadenoecus
Pseudanophthalmus hadenoecus är en skalbaggsart som beskrevs av Barr. Pseudanophthalmus hadenoecus ingår i släktet Pseudanophthalmus och familjen jordlöpare. Inga underarter finns listade i Catalogue of Life.